# نوس (جزيرة)
نوس هي جزيرة من جزر شتلاند في اسكتلندا. تُعتبر الجزيرة مزرعة للأغنام. وقد أصبحت منذ عام 1952 محمية طبيعية وطنية.

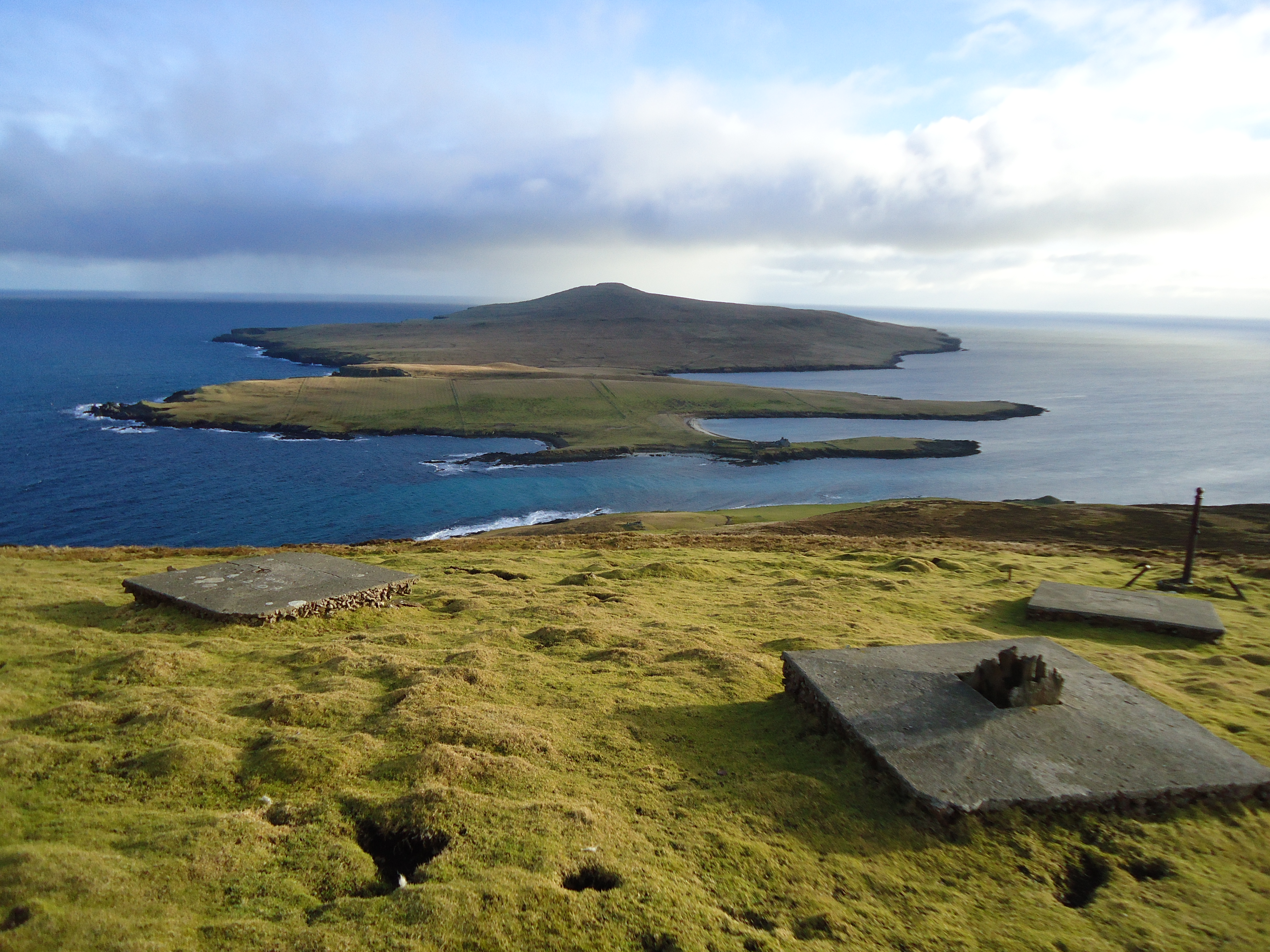
مظهر جزيرة نوس

## معرض صور

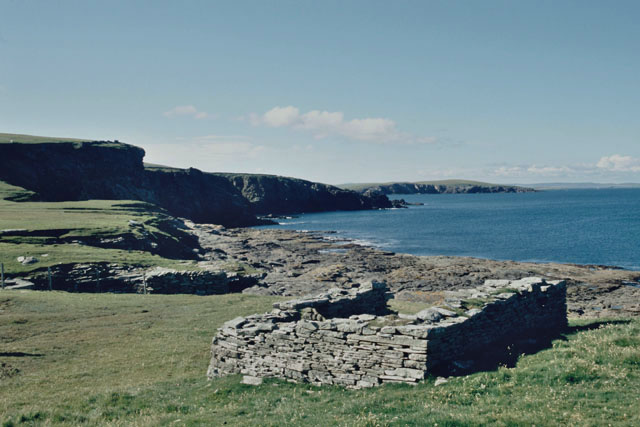
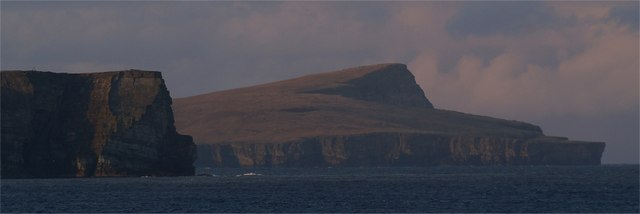
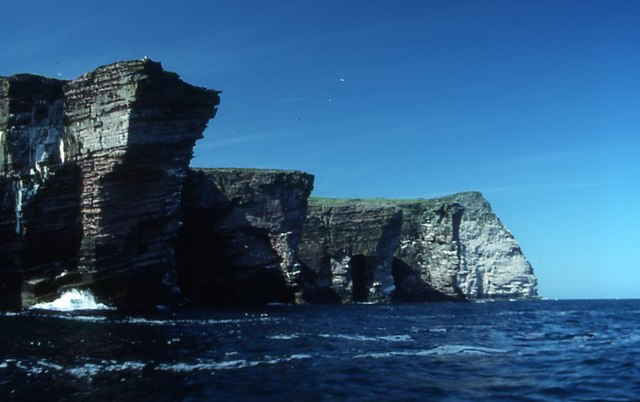